# Maria de Trebizonda
Maria de Trebizonda (em grego: Μαρία της Τραπεζούντας), também chamada de Maria Megalo Comnena (em grego: Μαρία Μεγάλη Κομνηνή; romaniz.: Maria Megale Komnene; m. 17 de dezembro de 1439), foi a terceira esposa do imperador bizantino João VIII Paleólogo (r. 1425–1448). Ela foi a última imperatriz-consorte bizantina.

## Família
Ela era filha de Aleixo IV da Trebizonda e Teodora Cantacuzena. Seus avós maternos foram Teodoro Cantacuzeno e Eufrósine Paleóloga.
Não se conhece a família de Teodoro com certeza. Seu filho mais velho conhecido se chamava Demétrio e, como os primogênitos dos nobres bizantinos tipicamente eram batizados em homenagem aos avôs, os genealogistas sugerem que Teodoro seria filho de um "Demétrio Cantacuzeno". Demétrio I Cantacuzeno, déspota da Moreia, já foi sugerido, mas esta identificação é puramente especulativa.

## Casamento
Em setembro de 1427, Maria se casou com João VIII Paleólogo e foi relatado na história de Ducas. Jorge Frantzes data o evento no ano 6936 do calendário bizantino e, portanto, confirma a data.
João VIII já havia se casado duas vezes antes. Sua primeira esposa, Ana de Moscou, morreu em 1417. O segundo casamento, com Sofia de Monferrato, foi desfeito em 1426. Como João permanecia sem herdeiros, tentou se casar de qualquer forma na esperança de conseguir um herdeiro, mesmo contra a lei canônica, que desaconselhava uma terceira união. O casamento durou doze anos, mas foi infrutífero. Frantzes preservou a data da morte de Maria, que Steven Ruciman credita à peste bubônica.
João não se casou novamente e morreu sem herdeiros em 31 de outubro de 1448. Ele foi sucedido por seu irmão mais novo, Constantino XI Paleólogo , que era viúvo quando ascendeu ao trono e também não se casou novamente. Seu reinado terminou com a queda de Constantinopla em 29 de maio de 1453 e, com ele, acabou também o Império Bizantino, fazendo de Maria a última imperatriz bizantina.